# Incident de Yokohama
L'incident de Yokohama (横浜事件, Yokohama Jiken) va tenir lloc al Japó imperial durant la Segona Guerra Mundial. Entre 1943 i 1945, la Policia Superior Especial de Yokohama va arrestar a gairebé tres dotzenes d'intel·lectuals per càrrecs d'intentar reviure el Partit Comunista. Entre els sospitosos hi havia editors de les revistes Chuo Koron, Kaizo i Nippon Hyoron. Els sospitosos van ser sotmesos a violència física, i tres van morir com a resultat del maltractament.
En 2010, el Tribunal de Districte de Yokohama va ordenar al govern pagar una indemnització als familiars de cinc homes morts per empresonar-los falsament.